# Autoprzeciwciała
Autoprzeciwciała – przeciwciała skierowane przeciwko antygenom własnego organizmu. Mogą występować w chorobach autoimmunologicznych.